# Nonea
- Commons
- Wikispecies

Nonea é um gênero de plantas pertencente à família Boraginaceae.